# Phlox (Star Trek)
Dr. Phlox (interpretado por John Billingsley), é um dos personagens principais da série televisiva de ficção científica Star Trek: Enterprise. É um médico denobulano, participante do projeto de Intercâmbio Médico Interespécies, que foi designado às pressas como oficial médico da nave estelar Enterprise NX-01 no primeiro episódio da série e acabou se tornando membro permanente da tripulação.
Phlox tem três esposas, como é costume em Denobula (e cada esposa tem três maridos), e 5 filhos. Tem doutorados em diversas áreas, incluindo medicina, e um interesse especial no uso de animais exóticos com propriedades curativas, como solitárias delaxianas e sanguessugas regulanas - de fato, a enfermaria da NX-01 parece mais um zoológico.
A característica principal de Phlox é o seu bom humor quase constante, às vezes até ingênuo, exceto em momentos de tensão ou quando se vê em conflitos éticos relacionados à sua profissão (a ética médica denobulana é um pouco diferente da humana)interesse nos humanos, que considera uma espécie divertida e com um "charmoso otimismo". Considera sua designação ao posto na Enterprise uma aventura: "Cada momento na Enterprise é uma aventura para mim. Humanos são tão imprevisíveis."